# Сильверстов, Георгий Алексеевич
Георгий Алексеевич Сильверстов (17 апреля 1905, Петербург, Петербургская губерния, Российская империя — 19хх) — советский сценарист.

## Биография
Родился 17 апреля 1905 года в Петербурге. Из рабочих. В 1915 году поступил в Петроградское начальное училище, которое он окончил в 1918 году, в 1918 году поступил в Петроградский электрический техникум, который окончил в 1919 году. Сведений в период с 1919 по 1925 год нет.
В 1925 году поступил на общественно-политический факультет Ленинградского рабочего университета. С того же года — член ВКП(б). Отучившись год, решил перевестись на педагогическое отделение там же, которое он окончил в 1928 году, одновременно с этим с 1927 по 1929 год учился на сценарных курсах в Ленинградской Академии искусств, а с 1930 по 1932 год учился на аспирантуре там же.
В 1928 году временно работал на киностудии Туркменкино, где заведовал сценарным отделом. В 1931 году вошёл в качестве штатного сценариста киностудии Белгоскино.
По состоянию на начало 1947 года работал на ленинградской киностудии «Техфильм».
В основном работал в области научно-популярного кинематографа, написав свыше 100 сценариев как к научно-популярным, так и к художественным фильмам, из которых экранизировано было 2 сценария художественного кино и 60 сценариев научно-популярного кино.
28-29 мая 1947 года был осужден Ленинградским городским судом. Его приговорили к трем годам лишения свободы без поражения в правах по ч. 1 ст. 182 и по ст. 182-1 УК РСФСР за то, что он с 1944 года хранил без разрешения пистолет системы «браунинг», а также хранил порнографические изображения, вырезки из немецких журналов, которые распространял среди участников вечеринок, проходивших в его квартире. При этом по ст. 155 УК РСФСР (содержание притонов) Сильверстов был оправдан. Он пытался обжаловать приговор, утверждая, что порнографические материалы только хранил, но не распространял, однако Верховный суд СССР оставил приговор в силе.
Дальнейшая судьба неизвестна.

## Фильмография

### Сценарист
- 1928 — Пижон
- 1939 — Танкисты

## Награды и премии
Был награждён тремя медалями.